# Ronde Blesse
Ronde Blesse is een buurtschap in de gemeente Steenwijkerland in de Nederlandse provincie Overijssel.
Het ligt ten zuidoosten van De Blesse, in de noordoosthoek van Willemsoord. Samen met dit dorp en de buurtschap De Pol is het verenigd in het 'Dorpsbelang Willemsoord De Pol en Ronde Blesse'. De buurtschap kent geen kern maar bestaat uit diverse los gelegen boerderijen, tegen de grens aan van de provincie Friesland. Het is kort na het ontstaan van de kolonie Willemsoord ontstaan in de 19e eeuw.